# 大知波峠廃寺跡
大知波峠廃寺跡（おおちはとうげはいじあと/おおちばとうげはいじあと）は、静岡県湖西市大知波にある平安時代中期（10世紀半ば～11世紀末）の廃寺跡。国の史跡。

## 概要

### 立地
静岡県と愛知県との境をなす弓張山地南部（湖西連峰）にある、大知波峠（標高約340～350メートル）付近に所在する。この峠は静岡県側の湖西市知波田地区から愛知県豊川市の豊川稲荷に通じる山岳道「豊川道」の最高点で、現在ハイキングコースとして整備されている。
寺跡は峠の尾根筋から東側（湖西市側）にやや下った、広さ約3.7ヘクタールの緩やかな斜面にあり、山側を段切りして谷側に石垣を組んで平場を造り、小さな谷を取り囲むようにして伽藍や関連施設が配置されている。寺跡からの展望は素晴らしく、湖西市や浜名湖、浜松市街など遠州一円を見渡すことができる。

### 伽藍
何らかの建造物の跡があることは知られていたが、文献記録や伝承がまったく残っておらず、当初は寺かどうかも不明であった。
湖西市教育委員会により、1989年（平成元年）度から7年間にわたって発掘調査が行われ、その結果建物跡12棟と山門跡、磐座が検出され、中央の小谷の凹部からは堰を設けた上下２段の池跡が検出された。建物跡のうち５棟は仏堂で、最も大きいものは７間×４間（16メートル×11メートル）を測り、四面庇を伴っていた。他の建物群は僧坊等と考えられている。
池跡などから鉢・皿・碗などの緑釉陶器や灰釉陶器、土師器のほか、木製品が出土した。土器・陶器類には墨書されたものが445点も含まれており、これらの墨書には「御佛供」、「加寺」、「阿花」、「六器」等の仏教に関する文字があり、「六器」は 天台宗や真言宗などの密教法具であることから、密教系寺院であることが確実となった。これら遺物の年代から、当地での土地利用は8世紀頃に始まったが、寺は10世紀半ばに本格的に造営され11世紀末に廃絶、12世紀後半に地蔵堂が建立され山伏の修行の場として再び使用されたことが判明した。

### 歴史的意義
平安時代初期の密教の伝来に伴い、近畿地方の山岳地帯で延暦寺や金剛峯寺などの寺院が出現し、さらに地方への仏教文化の伝播・浸透に伴い、地方においても山形県山形市の立石寺や福島県耶麻郡磐梯町の慧日寺、熊本県熊本市の池辺寺（ちへんじ）跡などのように山岳寺院が出現した。大知波峠廃寺もそのような背景の基に出現した地方山岳寺院の一つであると考えられている。
平安時代中期の地方仏教寺院の様相を示し、遺跡としての保存状態も非常によいことから、2001年（平成13年）1月29日付で国指定史跡となった。